# Jorge Aníbal Quintero Chacón
Jorge Aníbal Quintero Chacón (ur. 24 lipca 1956 w Queniquea) – wenezuelski duchowny rzymskokatolicki, od 2014 biskup Barcelony.

## Życiorys
Święcenia kapłańskie przyjął 27 czerwca 1981 i został inkardynowany do diecezji San Cristóbal de Venezuela. Przez wiele lat pracował w niższym seminarium (m.in. jako wicerektor i rektor), był także m.in. kapelanem wojskowym, wikariuszem biskupim ds. sił zbrojnych oraz do spraw duszpasterskich, a także wikariuszem generalnym diecezji.
19 grudnia 2008 został prekonizowany biskupem Margarity. Sakry biskupiej udzielił mu 7 marca 2009 bp Mario Moronta.
11 lipca 2014 został mianowany biskupem Barcelony.